# Franciszek Golba
Franciszek Golba (ur. 17 listopada 1891 w Czerminie, zm. 20 stycznia 1941 w Ledni obwód archangielski) – żołnierz armii austriackiej i starszy ułan kawalerii Wojska Polskiego II RP, kawaler Orderu Virtuti Militari.

## Życiorys
Urodził się w rodzinie Michała i Anny z d. Bolowa. Absolwent szkoły powszechnej. W 1912 zmobilizowany do armii austriackiej, w której służył do listopada 1918, biorąc udział w walkach na froncie I wojny światowej z której powrócił przewlekle chory. Od 10 sierpnia 1920 w szeregach odrodzonego Wojska Polskiego, w składzie 108 pułku ułanów walczył na froncie wojny polsko-bolszewickiej. 
Szczególnie odznaczył się w walce nocnej z 12 na 13 października 1920, kiedy wraz z kpr. Łyską „w czasie ataku pułku na wieś Rudnia Baranowska, zajętą przez brygadę bolszewicką, wzięli do niewoli załogę placówki - 15 żołnierzy i z boku ostrzeliwali przeciwnika, wprowadzając zamęt w jego szeregach”. Za tę postawę został odznaczony Orderem Virtuti Militari.
Zwolniony z wojska w 1921, osadnik wojskowy w Jarosławiczach. Podczas okupacji sowieckiej, 10 lutego 1940 zesłany wraz z żoną i dziećmi w rejon obwodu archangielskiego do obozu pracy przymusowej. Tam zmarł z wycieńczenia przy wyrębie lasu, jak też połowa jego rodziny. Pochowany na cmentarzu w miejscowości Lednia.

## Życie prywatne
Żonaty z Jadwigą z d. Śliwa (zm. na zesłaniu w 1945). Mieli dzieci: Adama (1924–1986), Helenę (ur. 1926, zm. na zesłaniu w 1942), Teresę, zam. Wójcicka (ur. 1930, przeżyła zesłanie), Eleonorę (zm. na zesłaniu w 1942), Michalinę (ur. 1932, zm. na zesłaniu), Janinę (ur. po 1932, zm. na zesłaniu w 1942), Adama (przeżył zesłanie) i Teresę (przeżyła zesłanie).

## Ordery i odznaczenia
- Krzyż Srebrny Orderu Wojskowego Virtuti Militari nr 5100 – 26 stycznia 1922[3][1][4]